# غاري غاري بيرز
غاري غاري بيرز (بالإنجليزية: Garry Gary Beers)‏ هو منتج أسطوانات وكاتب أغاني وموسيقي أسترالي، ولد في 22 يونيو 1957 في Manly, New South Wales ‏ في أستراليا.

## وصلات خارجية
- غاري غاري بيرز على موقع IMDb (الإنجليزية)
- غاري غاري بيرز على موقع ميوزك برينز (الإنجليزية)
- غاري غاري بيرز على موقع أول ميوزيك (الإنجليزية)
- غاري غاري بيرز على موقع ديسكوغز (الإنجليزية)